# 王金櫻
王金櫻（1946年—），本名王仁心，早期藝名王金英、小貓仔，台灣歌仔戲傑出的女演員，工旦行。曾在各無線電視台（台視、中視及後期的大愛電視 
、民視）主演電視歌仔戲。扮相甜美、身段柔軟。以與柳青、楊麗花、黃香蓮、郭春美、李如麟、唐美雲、許亞芬、小咪等的對手戲見知於世。2020年被中華民國文化部指定為「重要傳統表演藝術保存者－歌仔戲」－國寶藝師（人間國寶）。

## 生平
王金櫻小時候因姐姐王金蓮開始學戲，曾跟著賣藥團到處演出，後進入嘉義公益電台，成為「五虎廣播劇團」的一員。
17歲時加入臺中民天電臺，以「小貓仔」的外號聞名，並灌錄許多唱片。後又轉往聯通電臺。
22歲時隨姐姐投入歌仔戲團團主劉鐘元旗下，進入中視歌仔戲團，改藝名為王金櫻，與柳青、陳聰明齊名，另外也參與民本電台與正聲電台的廣播歌仔戲。
1985年，劉鐘元成立河洛歌子戲團，王金櫻加入該團，曾擔任藝術總監。
曾在國立台灣戲曲學院及前身國立台灣戲曲專科學校歌仔戲科系兼任副教授。
近年參與大愛電視《菩提禪心》之《高僧傳》以及唐美雲歌仔戲團演出。

## 獲獎
曾獲第八屆全球中華文化藝術薪傳獎、臺北市政府文化局「臺北文化獎」。
2014年獲得臺北市政府文化局「臺北市傳統藝術藝師獎」。
2020年，中華民國文化部指定為「重要傳統表演藝術保存者－歌仔戲」－國寶藝師（人間國寶）。

## 作品

### 電視歌仔戲
| 年份 | 頻道     | 戲名                                     | 角色       |
| ---- | -------- | ---------------------------------------- | ---------- |
| 1979 | 台視     | 楊麗花歌仔戲《俠影秋霜》                 |            |
| 1979 | 台視     | 楊麗花歌仔戲《青山綠水情》               | 皇后       |
| 1980 | 台視     | 楊麗花歌仔戲《陸文龍》                   | 曹英       |
| 1980 | 台視     | 楊麗花歌仔戲《洛神》                     | 甄宓       |
| 1981 | 台視     | 楊麗花歌仔戲《朱洪武與劉伯溫》           | 馬秀英     |
| 1981 | 台視     | 楊麗花歌仔戲《薛丁山》                   | 竇仙童     |
| 1982 | 台視     | 楊麗花歌仔戲《西江月》                   | 丁翠羽     |
| 1982 | 台視     | 楊麗花歌仔戲《傳奇故事 -吳三桂與陳圓圓》 | 陳圓圓     |
| 1982 | 台視     | 楊麗花歌仔戲《傳奇故事 -王金龍與蘇三》   | 蘇三       |
| 1982 | 台視     | 楊麗花歌仔戲《傳奇故事 -秦雪梅與商琳》   | 秦雪梅     |
| 1982 | 台視     | 楊麗花歌仔戲《傳奇故事 -西廂記》         | 崔鶯鶯     |
| 1982 | 台視     | 楊麗花歌仔戲《萬花樓》                   | 狄太后     |
| 1983 | 台視     | 楊麗花歌仔戲《七俠五義》                 | 柳金禪     |
| 1983 | 台視     | 楊麗花歌仔戲《楊家將》                   | 瓊娥公主   |
| 1987 | 中視     | 河洛歌仔戲《義薄雲天》                   | 莊主夫人   |
| 1988 | 中視     | 黃香蓮歌仔戲《漢宮怨》                   | 戚姬       |
| 1988 | 中視     | 黃香蓮歌仔戲《正德皇帝遊江南》           | 夏后       |
| 1989 | 中視     | 黃香蓮歌仔戲《江南四才子》               | 陸昭容     |
| 1990 | 中視     | 黃香蓮歌仔戲《東漢演義》                 | 衛氏       |
| 1991 | 中視     | 河洛歌仔戲《闖堂救婿》                   |            |
| 1991 | 中視     | 河洛歌仔戲《梅玉配》                     |            |
| 2001 | 中視     | 河洛歌仔戲《漢宮怨》                     |            |
| 2001 | 中視     | 河洛歌仔戲《三戲正德皇帝》               | 皇后       |
| 2002 | 中視     | 河洛歌仔戲《太子復仇》                   | 皇后       |
| 2002 | 中視     | 河洛歌仔戲《三進士》                     | 孫淑琳     |
| 2017 | 大愛電視 | 唐美雲歌仔戲《高僧傳-六祖惠能》          | 惠能母     |
| 2018 | 大愛電視 | 唐美雲歌仔戲《高僧傳-道濟禪師》          | 王氏       |
| 2018 | 大愛電視 | 唐美雲歌仔戲《高僧傳-蓮池袾宏大師 》     | 沈母       |
| 2018 | 大愛電視 | 唐美雲歌仔戲《高僧傳-憨山德清大師》      | 慈聖皇太后 |
| 2021 | 民視     | 唐美雲歌仔戲《孟婆客棧》                 | 大孟婆     |

## 外部連結
- 行政院文化建設委員會國立傳統藝術中心王金櫻資料網頁